# 日牟禮八幡宮
日牟禮八幡宮（ひむれはちまんぐう）は、滋賀県近江八幡市宮内町にある神社。「近江八幡市」の市名の由来となった神社である。
古くから近江商人の信仰を集め、二大火祭の「左義長まつり」と「八幡まつり」は国の選択無形民俗文化財である。境内地は八幡伝統的建造物群保存地区の構成要素。旧社格は県社で、現在は神社本庁の別表神社。

## 歴史

### 創建
伝承によれば、成務天皇元年（131年）、成務天皇が高穴穂の宮に即位の時、武内宿禰に命じてこの地に大嶋大神（大国主神）を祀ったのが草創とされている（この大嶋大神を祀ったのが、現在の大嶋神社奥津嶋神社なのか、境内社の大嶋神社なのかは定かではない）。応神天皇6年（275年）、応神天皇が奥津嶋神社から還幸の時、社の近辺に御座所を設けられ休憩した。その後、その仮屋跡に日輪の形を2つ見るという不思議な現象があり、祠を建て、日群之社八幡宮と名付けられたという。
持統天皇5年（691年）、藤原不比等が参拝し、詠んだ和歌に因んで比牟禮社と改められたと云われる（「天降りの 神の誕生の八幡かも　ひむれの杜に なびく白雲」）。
正暦2年（991年）、一条天皇の勅願により、八幡山（法華峰）上に社を建立し、宇佐八幡を勧請して、上の八幡宮を祀った。さらに、寛弘2年（1005年）、遥拝社を山麓に建立し、下の社と名付ける（現在の社殿は下の社に相当）。

### 中世以降
室町時代には足利将軍家や六角氏より寄進を受けている。
天正13年（1585年）に豊臣秀次が八幡山城を築城するため、上の八幡宮を下の社に合祀した。その代替地として日杉山に祀りなおすこととなった。ところが、天正18年（1590年）、秀次が領地替えにより、自身の居城を尾張国清州城に移したため、移転作業は行われなかった。次代の城主として京極高次が入るが、文禄4年（1595年）に前城主であった秀次が高野山で自害したことにより、秀次ゆかりの八幡山城は廃城とされ高次は大津城に移った。これによって、日杉山への社殿の移転は全面中止とされ、現在のように一社の姿となった。八幡山城は廃城となったが城下町は近江商人の町として発展し、当社はその守護神として崇敬を集めた。
慶長5年（1600年）9月18日、徳川家康が関ヶ原の戦い後に武運長久の祈願を込めて参詣し、御供領五十石の地を寄附した。後に、徳川家光や徳川家綱も御朱印を下している。
1876年（明治9年）に郷社、1916年（大正5年）には県社に列せられる。1966年（昭和41年）に神社本庁の別表神社に加列され、神社名を日牟禮八幡宮と改称する。

## 祭神
- 主祭神 - 誉田別尊、息長足姫尊、比賣神

## 境内
- 本殿
- 拝殿
- 岩戸神社 - 祭神：橦賢木之御魂命、天疎向津姫命
- 天満宮 - 祭神：菅原道真
- 常盤神社 - 祭神：天照大神、豊受大神、熱田大神、津嶋大神
- 宮比神社・子安神社 - 祭神：天宇受売命、子安大神
- 鏡池
- 大島神社 - 祭神：大国主命、大鷦鷯命
- 繁元稲荷神社 - 祭神：宇加之御魂神
- 八坂神社 - 祭神：建速須佐雄命、少彦名神
- 恵比須神社 - 祭神：事代主命、金山彦命
- 合祀社 - 愛宕神社、秋葉神社
- 社務所
- 能舞台
- 絵馬殿

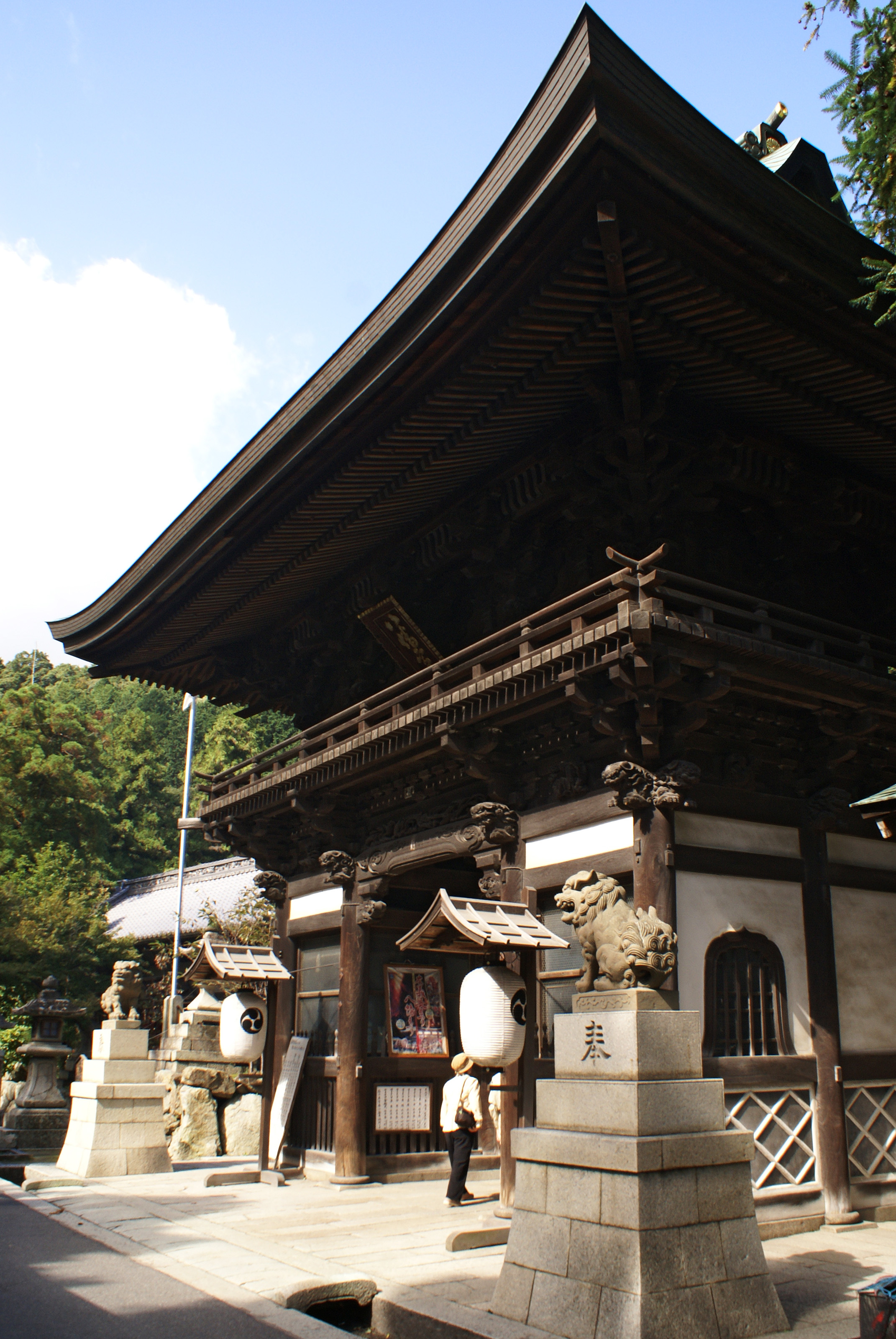
楼門
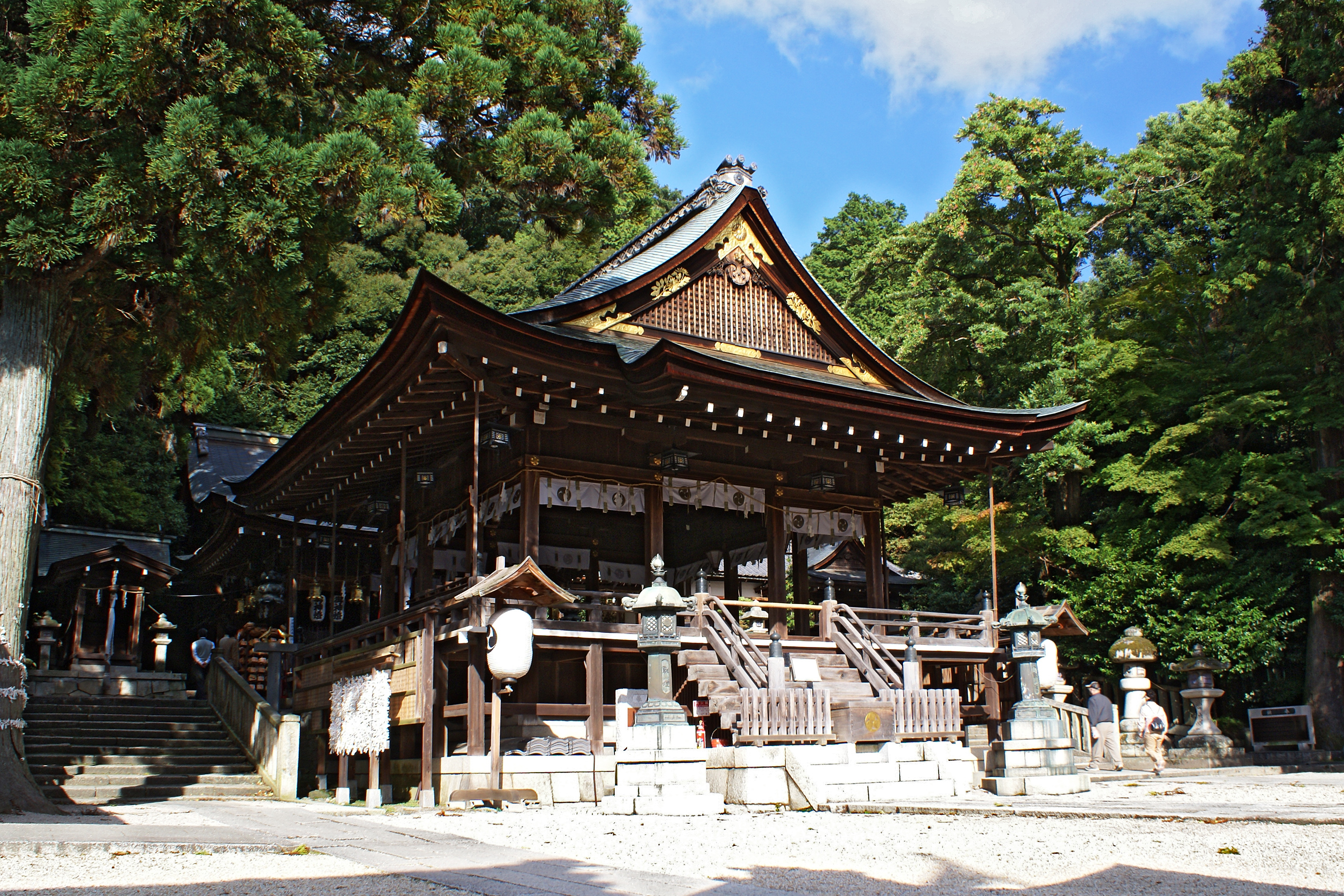
拝殿及び境内風景
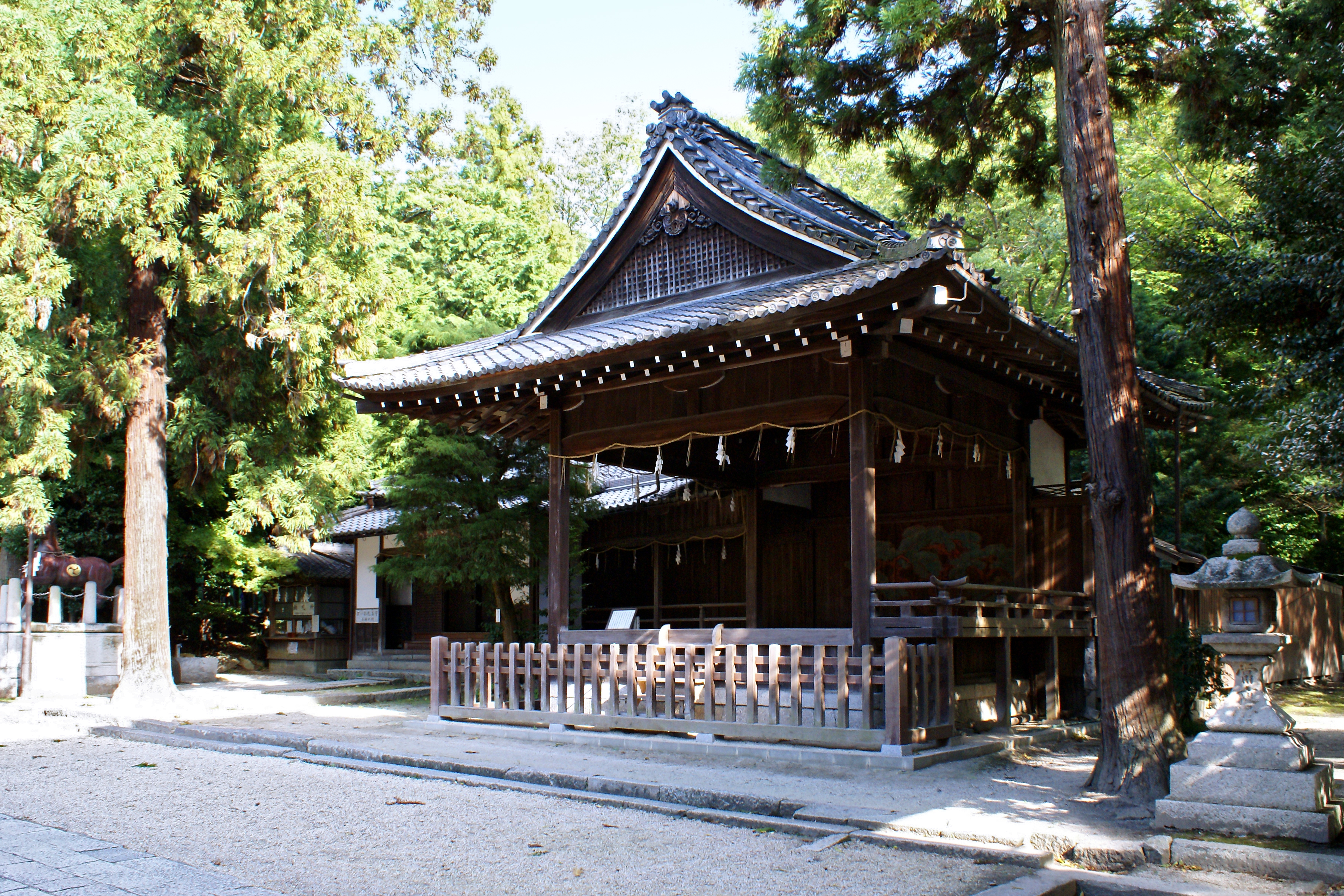
能舞台
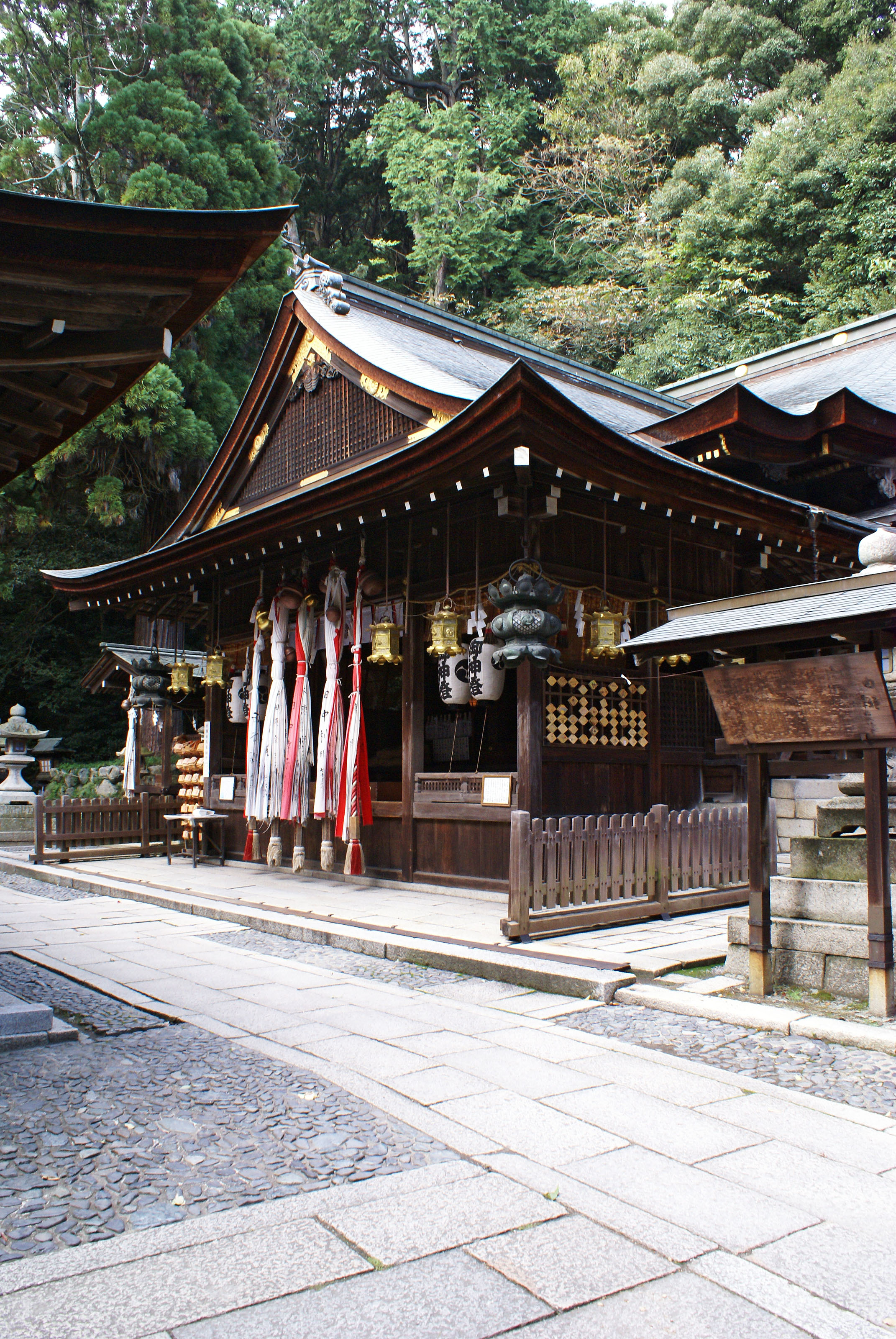
本殿

- 楼門
- 拝殿及び境内風景
- 能舞台
- 本殿

## 文化財

### 重要文化財
- 安南渡海船額 - 江戸時代に安南貿易で活躍した近江商人西村太郎右衛門が奉納。
- 木造誉田別尊坐像・木造比売神坐像・木造息長足姫尊坐像 3躯
- 木造男神坐像

### 国の選択無形民俗文化財
- 近江八幡の火まつり（左義長まつり、八幡まつり）

### 県選択無形民俗文化財
- 左義長まつり（近江八幡左義長保存会）
- 八幡まつり（日牟禮八幡宮八幡祭保存会）

### 近江八幡市指定有形文化財
- 木造男神像・木造女神像

※当神社境内は、国の重要伝統的建造物群保存地区である「近江八幡市八幡伝統的建造物群保存地区」に含まれている。

## 祭事

### 左義長まつり
歴史
織田信長が安土城下で毎年正月に盛大に行い、自ら異粧華美な姿で踊ったという奇祭。信長亡き後、豊臣秀次が八幡山城を築き、安土（現・近江八幡市安土町）から移住した人々によって城下町が開町される。町民は日牟禮八幡宮例祭「八幡まつり」の荘厳さに驚き、これに対抗して、町開町による新進気鋭の喜びと感謝の意を込め、厄除・火防の由緒ある御神徳を仰ぎ、左義長を奉納したと云われる。
概要
現在、近江八幡での左義長まつりは毎年3月の中旬の土日に八幡開町以来の66ヶ町の氏子によって行われる（以前は14・15日であり、現在は14・15日に近い土日に行われる）。
左義長は、藁で編んだ約3メートルの三角錐の松明の上に赤紙等で飾りつけた数メートルの青竹を取り付け、杉葉で作った頭の上には「火のぼり」という御幣、中心には毎年の干支にちなんだ飾り物（ダシ）が付けられる。土曜の午後に、約10数基の左義長が神社から町に繰り出し、化粧して女装した若者が拍子木を持ち、下駄を履いて「チョウヤレ、ヤレヤレ」と声を掛け合い担ぎ踊りながら町内を御渡りする。
踊り子が女装をするのは、信長が異粧華美な姿で祭りに参加したことに由来する。ただ、信長は身分を隠すために、花笠を被り女物の長襦袢を着た程度だったと思われ、女装とは少し違うと思われる。また、現在では女装と言うより仮装に近く、時勢に合わせた様々な格好をした若者が見られる。
日曜の午前は、旧市街地を自由に練り歩き、午後には「けんか」と呼ばれる左義長同士の組み合いが繰り広げられる。午後8時頃から境内で順次奉火され、燃え盛る左義長は湖国に春の訪れを告げる。

### 八幡まつり
歴史
応神天皇6年（275年）、応神天皇が母神功皇后の生地・近江国（後の息長村、現在の米原市）を訪問する途中、大嶋大神を参詣するため琵琶湖から上陸した。その際、湖辺の葦で松明を作り、火を灯して天皇一行を八幡まで道案内したのが、祭の始めと伝えられる。

概要
毎年4月14日と15日に、八幡開町以前の旧村落山根12郷（市井・北之庄・鷹飼・大林・中村・宇津呂・土田・多賀・船木・小船木・大房・南津田）の氏子によって行われる（以前は13郷であったが、秀次の八幡開町により、馬場が消滅）。12郷を神戸（かんべ）・土田（つちだ）・郷（ごう）の３つの座に分け、神戸が上の郷、郷が下の郷、土田が中の郷（祭礼の中役）と呼ばれる。
松明祭と呼ばれる14日の宵宮祭は、各郷から葦と菜種がらで作られた松明が奉納される。午後8時頃に、10mもの大松明をはじめ、大小各種30本以上の松明が古例の順序に従い奉火される。
15日の本祭は太鼓祭とも言われ、12郷の大太鼓が太鼓宿から荘厳な音を響かせながら、古例の順序に従い宮入りする。拝殿の前で大太鼓を差し上げ、神職・神役などの祝詞（シューシ）を受ける。
太鼓の打ち方は各郷異なり、宵宮太鼓・休み太鼓・シューシ太鼓・上り太鼓・御渡り太鼓など独特の伝承を持っている。
- 左義長まつりと八幡まつりは、1958年（昭和33年）に滋賀県無形民俗文化財の指定を受け、更に1992年（平成4年）2月には国選択無形民俗文化財に選択された。

## 前後の札所
神仏霊場巡拝の道
141 百済寺　-　142 日牟禮八幡宮　-　143 長命寺

## 交通
- JR東海道本線（琵琶湖線）および近江鉄道八日市線（万葉あかね線）近江八幡駅から近江鉄道バス（長命寺行き）で八幡堀（大杉町）八幡山ロープウェー口停留所下車、徒歩5分。

駐車場
- 普通車70台程度

見学
- 境内自由
- 時間 - 9時 - 17時